# Crossocalyx hellerianus
Crossocalyx hellerianus är en bladmossart som först beskrevs av Christian Gottfried Daniel Nees von Esenbeck och Johann Bernhard Wilhelm Lindenberg, och fick sitt nu gällande namn av Charles Meylan. Crossocalyx hellerianus ingår i släktet Crossocalyx och familjen Anastrophyllaceae. Inga underarter finns listade i Catalogue of Life.